# Grasz o staż

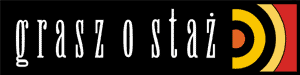
Grasz o staż

Grasz o staż – skierowany do studentów i absolwentów ogólnopolski konkurs przeprowadzany od 1996 przez "Gazetę Wyborczą" oraz "PwC (dawniej PricewaterhouseCoopers)", umożliwiający nawiązanie współpracy z pracodawcami.

## Historia „Grasz o staż”
Konkurs powstał w 1996 roku jako inicjatywa świadczącej usługi doradcze firmy PwC (przez trzy pierwsze edycje Coopers & Lybrand, następnie PricewaterhouseCoopers, od 2010 PwC) oraz "Gazety Wyborczej". Od początku istnienia konkursu wzięło w nim udział łącznie ponad 500 polskich i międzynarodowych pracodawców (w tym kilkudziesięciu wielokrotnie) z niemal wszystkich branż, a ponad 2500 osób zostało laureatami.
Początkowo fundatorami nagród w konkursie były wyłącznie firmy, od 8. edycji można wygrać także staże w organach państwowych i organizacjach pozarządowych. W 9. edycji formuła konkursu została poszerzona o nagrody dodatkowe fundowane przez firmy szkoleniowe, uczelnie, czy szkoły językowe (kursy językowe, szkolenia, gry symulacyjne, studia podyplomowe).

## Zasady konkursu
„Grasz o staż” przeznaczony jest dla studentów III, IV i V roku jednolitych studiów magisterskich, studentów III roku studiów licencjackich i inżynierskich oraz I i II roku magisterskich studiów uzupełniających. Udział w konkursie wziąć mogą również absolwenci, którzy nie przekroczyli 30. roku życia. Nie jest istotny kierunek i tryb studiów. Najważniejsze jest rozwiązanie zadania konkursowego dotyczącego wybranej przez siebie dziedziny.
Oferowane w ramach konkursu wakacyjne praktyki dotyczą wielu dziedzin biznesu. Co roku do wyboru są między innymi: analiza danych, biotechnologia, energetyka, finanse, IT, logistyka, marketing, ochrona środowiska, optymalizacja produkcji, prawo, PR, telekomunikacja, ubezpieczenia, zarządzanie projektami, zarządzanie zasobami ludzkimi.
Na laureatów czekają merytoryczne praktyki, za które otrzymują wynagrodzenie. Praktyki trwają minimum 4 tygodnie, jednak doświadczenie poprzednich edycji pokazuje, że część z nich trwa dłużej. 30% laureatów kończy staż podpisaną umową o pracę.
Oprócz staży odbywających się w firmach i instytucjach w Polsce i za granicą uczestnicy mogą wygrać nagrody dodatkowe takie jak: szkolenia, kursy językowe czy studia podyplomowe, które mają na celu zwiększenie ich konkurencyjności na rynku pracy.

## Nagrody
Konkurs otrzymał tytuł Studenckiego Projektu Roku 2011 przyznany przez magazyn studencki „?dlaczego”. Został również doceniony za swój profesjonalizm nagrodą Best Brand in Practice oraz nagrodą PROstudent za skalę, profesjonalizm oraz prostudencki charakter konkursu.

## Program ALUMNI „Grasz o staż”

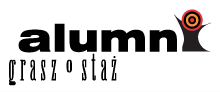
Program ALUMNI "Grasz o staż"

Program ALUMNI "Grasz o staż" powstał w lipcu 2003 roku jako odpowiedź na potrzebę integracji środowiska alumnów – laureatów konkursu „Grasz o staż".
Program tworzy laureatom konkursu możliwość podtrzymywania oraz nawiązania nowych znajomości z laureatami poprzednich i kolejnych edycji. Jest platformą wymiany poglądów, dzielenia się informacjami. Cel programu jest realizowany poprzez serwis internetowy.
Uczestnikami programu mogą być laureaci wszystkich dotychczasowych edycji konkursu „Grasz o staż". Od 9. edycji programem zostali objęci również laureaci nagród dodatkowych. Uczestnictwo w programie jest dobrowolne a zainteresowani zgłaszają swój akces do programu poprzez wypełnienie formularza zgłoszeniowego znajdującego się na stronie internetowej programu.